# 대한민국의 기상청 차장
기상청 차장(氣象廳 次長)은 청장을 보좌하는 직위로, 고위공무원단 가등급에 속하는 일반직공무원으로 보한다.

## 임명
- 기상청 차장은 대통령이 임명한다.

## 역할
- 기상청 차장은 청장을 보좌하여 소관사무를 처리하고 소속공무원을 지휘·감독하며, 청장이 사고로 직무를 수행할 수 없으면 그 직무를 대행한다.

## 역대 차장

### 기상청 차장
| 정부        | 대수 | 이름           | 임기                              | 비고                         |
| ----------- | ---- | -------------- | --------------------------------- | ---------------------------- |
| 노무현 정부 | 초대 | 구본제(具本悌) | 2005년 7월 1일~2007년 8월 30일    |                              |
| 노무현 정부 | 2대  | 정순갑(鄭淳甲) | 2007년 8월 31일~2008년 3월 6일    |                              |
| 이명박 정부 | 3대  | 윤성규(尹成奎) | 2008년 3월 31일~2009년 3월 9일    |                              |
| 이명박 정부 | 4대  | 홍윤(洪允)     | 2009년 3월 10일~2010년 3월 4일    |                              |
| 이명박 정부 | 5대  | 박광준(朴光俊) | 2010년 3월 5일~2011년 4월 26일    |                              |
| 이명박 정부 | 6대  | 조하만(趙夏晩) | 2011년 4월 27일~2012년 3월 16일   |                              |
| 이명박 정부 | 7대  | 이일수(李一秀) | 2012년 4월 9일~2013년 3월 17일    |                              |
| 박근혜 정부 | 8대  | 조주영(曺珠英) | 2013년 4월 12일~2014년 3월 10일   | 기상청 최초의 여성 출신 차장 |
| 박근혜 정부 | 9대  | 정홍상(鄭弘相) | 2014년 5월 14일~2016년 3월 31일   |                              |
| 박근혜 정부 | 10대 | 남재철(南在哲) | 2016년 5월 10일~2017년 7월 17일   |                              |
| 문재인 정부 | 11대 | 최흥진(崔興震) | 2017년 11월 27일~2020년 11월 26일 |                              |
| 문재인 정부 | 12대 | 유희동(兪熺東) | 2020년 11월 27일~2022년 6월 21일  |                              |
| 윤석열 정부 | 13대 | 장동언(張東彦) | 2022년 8월 22일~2024년 6월 27일   |                              |
| 윤석열 정부 | 14대 | 김승희(金承熙) | 2024년 11월 18일~                 |                              |

## 같이 보기
- 기상청
- 기상청장